# Tatiana Akímova
Tatiana Serguéyevna Akímova –en ruso, Татьяна Сергеевна Акимова– (nacida como Tatiana Serguéyevna Semiónova, Cheboksary, 26 de octubre de 1990) es una deportista rusa que compite en biatlón. Ganó una medalla de bronce en el Campeonato Mundial de Biatlón de 2017, en el relevo mixto.

## Palmarés internacional
| Campeonato Mundial | Campeonato Mundial   | Campeonato Mundial | Campeonato Mundial |
| Año                | Lugar                | Medalla            | Prueba             |
| ------------------ | -------------------- | ------------------ | ------------------ |
| 2017               | Hochfilzen (Austria) | Medalla de bronce  | Relevo mixto       |